# José Mangual (Perkussionist, 1924)

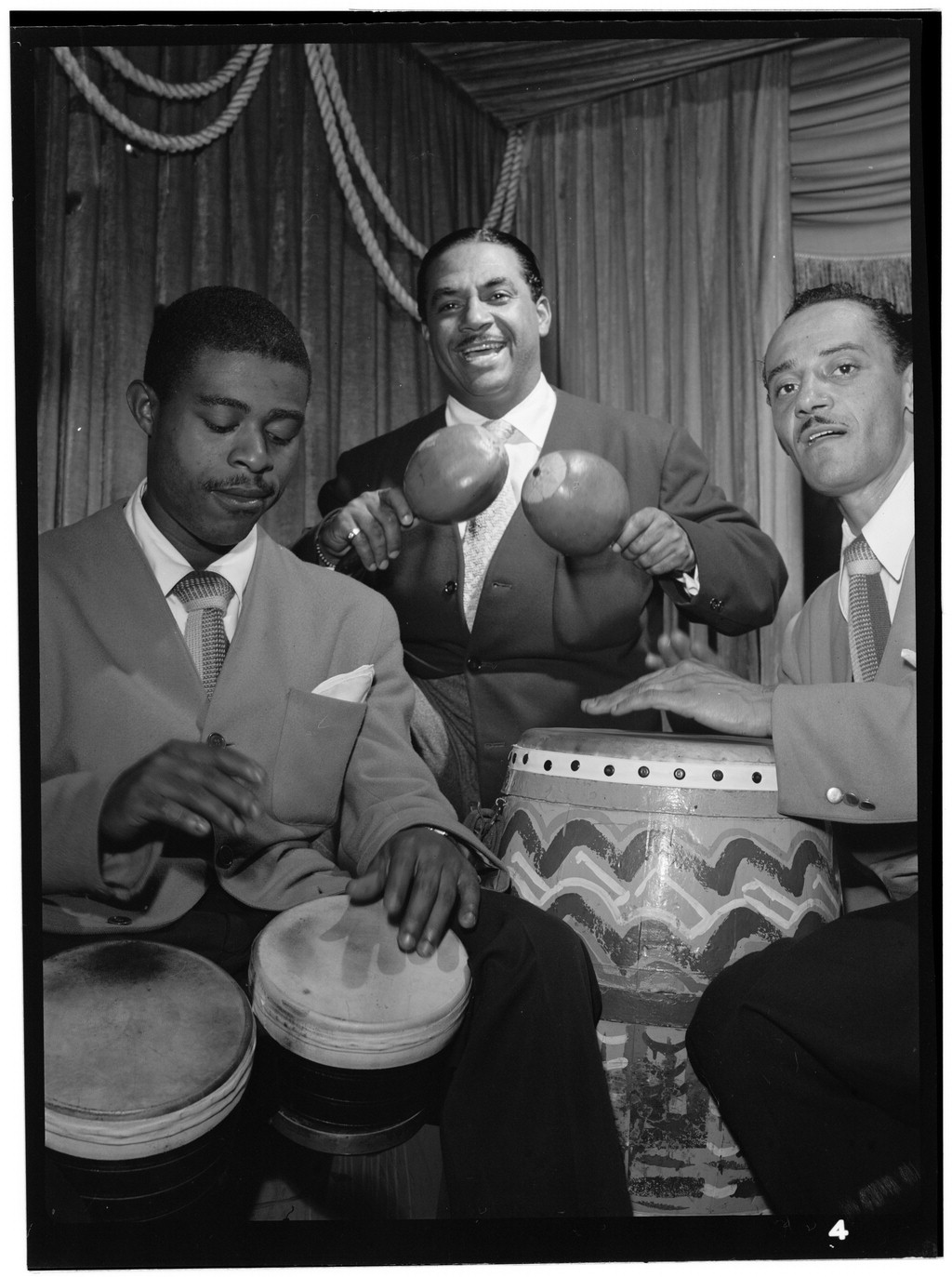
José Mangual (links) 1947 bei einem Auftritt in New York

José Mangual. Sr. (* 18. März 1924 in Juana Díaz; † 24. September 1998), bekannt als Buyú, war ein puerto-ricanischer Perkussionist.
Mangual zeigte bereits zehnjährig die Qualitäten eines professionellen Perkussionisten. 1939 ging er mit seiner Familie nach New York und trat dort zunächst in kleinen Clubs auf. Seine musikalische Laufbahn begann 1942, als Chino Pozo und Tito Puente Machitos Orchester verließen und er an den Timbales und Pilidor Allende an den Bongos sie ersetzten. Als Puente kurze Zeit später zurückkehrte, wechselte Allende zur Conga und Mangual zu den Bongos. 
In den achtzehn Jahren, in denen er Machitos Afro-Cuban All-Stars angehörte, nahm er an internationalen Tourneen teil, trat mit Musikern wie Stan Kenton, Dizzy Gillespie, Buddy Rich, Flip Phillips und Charlie Parker auf und wirkte an mehr als dreihundert Aufnahmen der Gruppe mit. 1959 trennte er sich von Machito, um mit dem Flötisten Herbie Mann aufzutreten. Außerdem tourte er mit Carlos Valdéz durch Afrika und arbeitete als Begleitmusiker von Abbie Lane und Nancy Ames. 
Durch Valdéz lernte er den Pianisten Erroll Garner kennen, mit dem er in Europa und den USA auftrat. Nach dessen Tod wurde er der Star im New Yorker Cheveré Social Club. Zu den Musikern, mit denen Mangual in seiner Laufbahn auftrat, zählen auch Eddie Palmieri, Chico O’Farrill, Cal Tjader, das Count Basie Orchestra, Sarah Vaughan, Dexter Gordon, Cachao, Ray Charles und Tito Rodríguez. 1977 erschien sein einziges Soloalbum mit dem Titel Buyú. Mangual hatte sechs Kinder, von denen die Söhne José Jr. und Luis ebenfalls als Musiker bekannt wurden.